# Le Saghe di ConQuest
Le Saghe di ConQuest è un gioco da tavolo fantasy/umoristico di Valerio Porporato e Paolo Vallerga pubblicato nel 2001 da Scribabs. I giocatori rappresentano eroi fantasy impegnati in pericolose e talvolta bizzarre missioni.

## Svolgimento del gioco
Il gioco, vagamente ispirato a Talisman, prevede che ogni giocatore impersoni un personaggio di un universo fantasy impegnato nella risoluzione di diverse quest, muovendosi su una mappa esagonale.

## Opere derivate
Ambientati nel medesimo universo delle Saghe di Conquest (il Questland) sono altri tree giochi da tavolo: Millenarocca degli stessi autori, Daemonibus del solo Vallerga e Sator Arepo Tenet Opera Rotas di Enrico Pesce Federica Rinaldi,  così come un gioco di ruolo: Gesta Dannatamente Rozze di Vallerga e Roberto Grassi.
Nel medesimo mondo è ambientato anche il romanzo Il congegno traslante  sempre di Paolo Vallerga.

## Riconoscimenti
- Best of Show LuccaGames 2001